# Damiano Longhi
Damiano Longhi (Faenza, 27 settembre 1966) è un allenatore di calcio ed ex calciatore italiano, di ruolo centrocampista, tecnico della squadra under 13 del Padova.

## Biografia
Anche il figlio Alessio è calciatore.

## Carriera

### Giocatore
Debutta nel Modena, con cui disputa due stagioni di Serie C1 ottenendo la promozione in Serie B nel 1986 (decisivo il suo gol contro l'Ancona, all'ultima giornata). Dopo un'ulteriore stagione con i canarini in cadetteria, nel 1987 passa al Padova, insieme al compagno di squadra Giovanni Piacentini. Rimane in Veneto per otto stagioni, intervallate da una parentesi nel Pescara nella stagione 1989-1990: diventa regista e capitano della squadra biancoscudata, con cui ottiene la promozione in Serie A nel 1994. Contribuisce alla salvezza nella massima serie la stagione successiva, realizzando 5 reti in 31 partite, tra cui una tripletta contro la Cremonese.
Nel 1996, dopo la retrocessione del Padova, lascia definitivamente la squadra veneta per trasferirsi in Spagna, nell'Hercules Alicante neopromosso nella Liga. Disputa 13 partite, senza incidere nel gioco della squadra spagnola impegnata nella lotta per la salvezza, e nel mercato invernale torna in Italia, ingaggiato dalla Reggiana: con i granata scende in campo in 13 occasioni, senza evitare la retrocessione in Serie B.
A fine stagione passa al Castel di Sangro, in Serie B, con cui colleziona la terza retrocessione consecutiva nonostante il record di marcature stagionali (9 reti). Longhi rimane nella serie cadetta, tornando in Veneto con la maglia del Treviso, con cui disputa tre stagioni: titolare nella prima, finisce progressivamente ai margini della squadra nelle due successive. Svincolatosi nell'estate del 2001, conclude la carriera nel Fiorenzuola, squadra di Serie C2 che lo ingaggia nel gennaio del 2002: l'esperienza in rossonero dura solamente due partite, a causa di un serio infortunio rimediato in allenamento.

### Allenatore
Dopo aver allenato l'Albignasego nel 2007, dal gennaio del 2010 allena il Campodarsego compagine di Eccellenza con la quale nel 2009-2010 ha ottenuto una promozione. Nel gennaio del 2011 è stato sollevato dall'incarico.
Il 29 novembre 2012 torna a sedere sulla panchina del Campodarsego in Promozione. Il 21 giugno 2013 lascia l'incarico, dopo aver ottenuto la promozione in Eccellenza.
Nell'estate 2014 diventa l'allenatore dell'Atletico San Paolo Padova in Serie D. L'11 gennaio 2015 viene sollevato dall'incarico.
Verso la fine della stagione 2015-2016, grazie all'amicizia con il Presidente Gentilin Giancarlo diventa allenatore alla Curtarolese 97, squadra di Curtarolo in provincia di Padova, militante in Prima Categoria.
Nel dicembre del 2016, diventa tecnico delle giovanili della Sacra Famiglia, società della Città di Padova.
Il 30 novembre del 2017, diventa il nuovo tecnico del SaonaraVillatora.

## Palmarès

### Giocatore
- Campionato italiano Serie C1: 1

Modena: 1985-1986 (girone A)